# 硬調色情

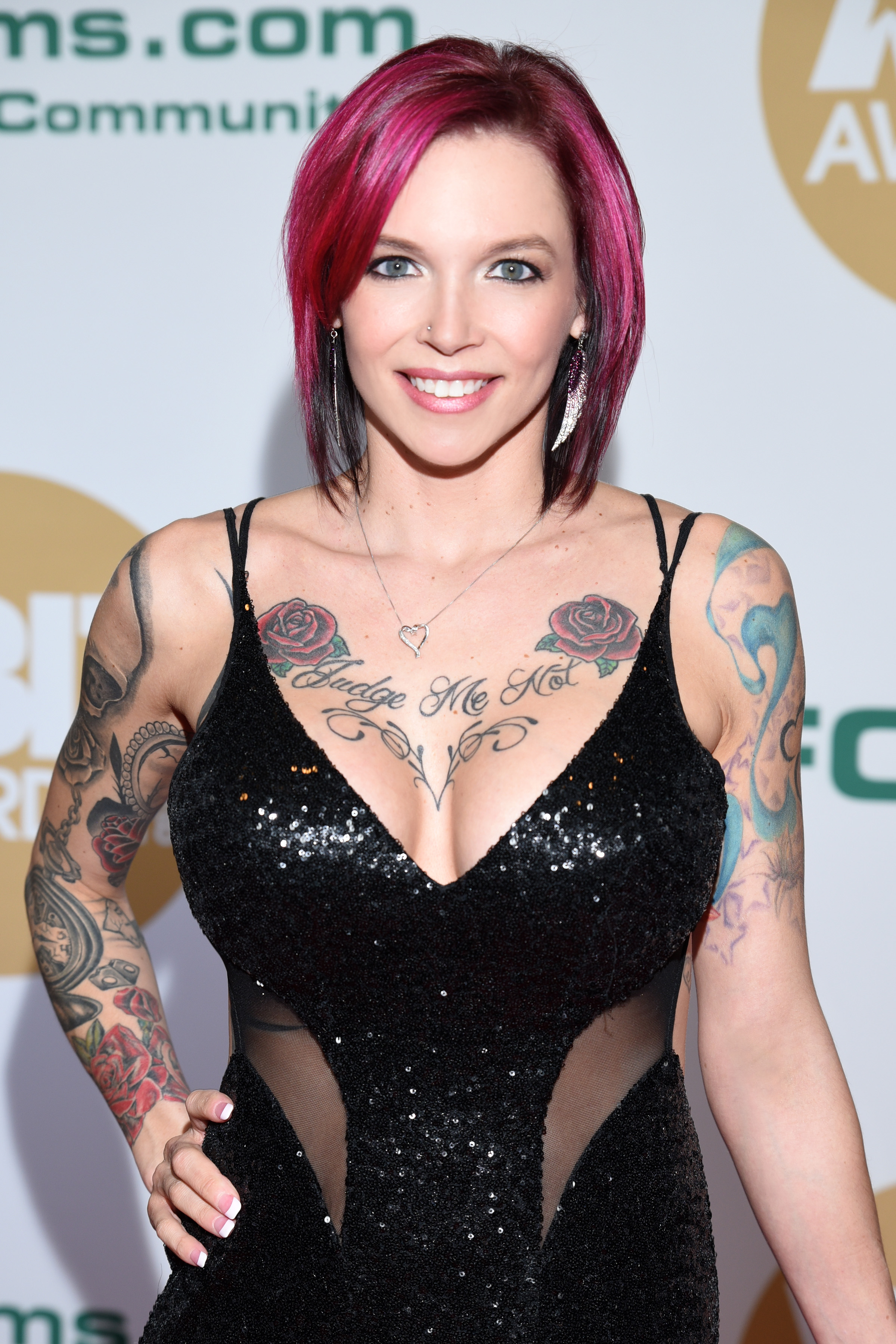
硬核色情女演員安娜·貝爾·皮克斯（Anna Bell Peaks）於2018年1月出席XBIZ大獎

硬調色情（英語：或）或稱硬核色情，是一種相較於軟調色情有更多或過激成份的色情，有明顯赤裸性對性器官或性行為進行詳細描述的色情片，例如陰道性交、肛交、口交、舔陰、吮陽、舔肛、指交、射精甚至戀物行為等。硬核色情通常以照片、影片和卡通等形式出現。自1990年代以來，硬核色情製品已在網際網路上廣泛普及，使其比以往任何時候都更容易接觸得到。
由於若散布、播送、販賣、公然陳列客觀上足以刺激或滿足性慾，而令一般人感覺不堪呈現於眾或不能忍受而排拒之猥褻資訊或物品，而未採取適當之安全隔絕措施而傳布，使一般人得以見聞之行為可能觸法，一般對於硬調色情出版物不准許未成年人購買或持有。但就算一般成年人，在一些國家或地區法律规定，拥有极端色情材料仍为非法行为。

## 註腳
1. ↑  參見 踰越限制級
2. ↑  . 武汉晚报 (中国新闻网). 2013-02-19  [2013-02-19]. （原始内容存档于2014-03-10）. 据英国《太阳报》报道，一名40岁的罗姓华裔男子，被英国警方发现……包括重口味色情片……法官查尔斯·宽说：‘这起案件将会在下月宣判，他面临的最高刑罚为监禁三年。’

## 其他
- 真實性愛（英语：Unsimulated sex）